# Jacques Dixmier
Jacques Dixmier (ur. 1924 w Saint-Étienne) – francuski matematyk zajmujący się algebrami operatorowymi. Doktorat uzyskał w roku 1949 w Paryżu. Jednym z jego uczniów jest Alain Connes.

## Książki
- J. Dixmier, C*-algebras, North-Holland Mathematical Library, Vol. 15. North-Holland Publishing Co., Amsterdam-New York-Oxford, 1977. xiii+492 ss. ISBN 0-7204-0762-1

angielskie tłumaczenie z francuskiego oryginału Les C*-algèbres et leurs représentations, Gauthier-Villars, 1969.
- J. Dixmier, Enveloping algebras,, Graduate Studies in Mathematics 11, American Mathematical Society, Providence, R.I., 1996, ISBN 978-0-8218-0560-2 (pierwsze wydanie 1974).

angielskie tłumaczenie z francuskiego oryginału Algèbres enveloppantes, Cahiers Scientifiques, Fasc. XXXVII. Gauthier-Villars Éditeur, Paris-Brussels-Montreal, Que., 1974. ii+349 ss.
- J. Dixmier, von Neumann algebras, North-Holland Mathematical Library, 27. North-Holland Publishing Co., Amsterdam-New York, 1981. xxxviii+437 ss. ISBN 0-444-86308-7

angielskie tłumaczenie z francuskiego oryginału Les algèbres d'opérateurs dans l'espace hilbertien: algèbres de von Neumann, Gauthier-Villars (1957).